# Tranvía de Palma de Mallorca
El Tranvía de Palma, denominado Trambadia, es un proyecto de construcción de una línea de tranvía metropolitano que recorrerá la ciudad de Palma, Islas Baleares (España), conectando la Plaza de España con el aeropuerto, atravesando el distrito Playa de Palma.

## Proyecto

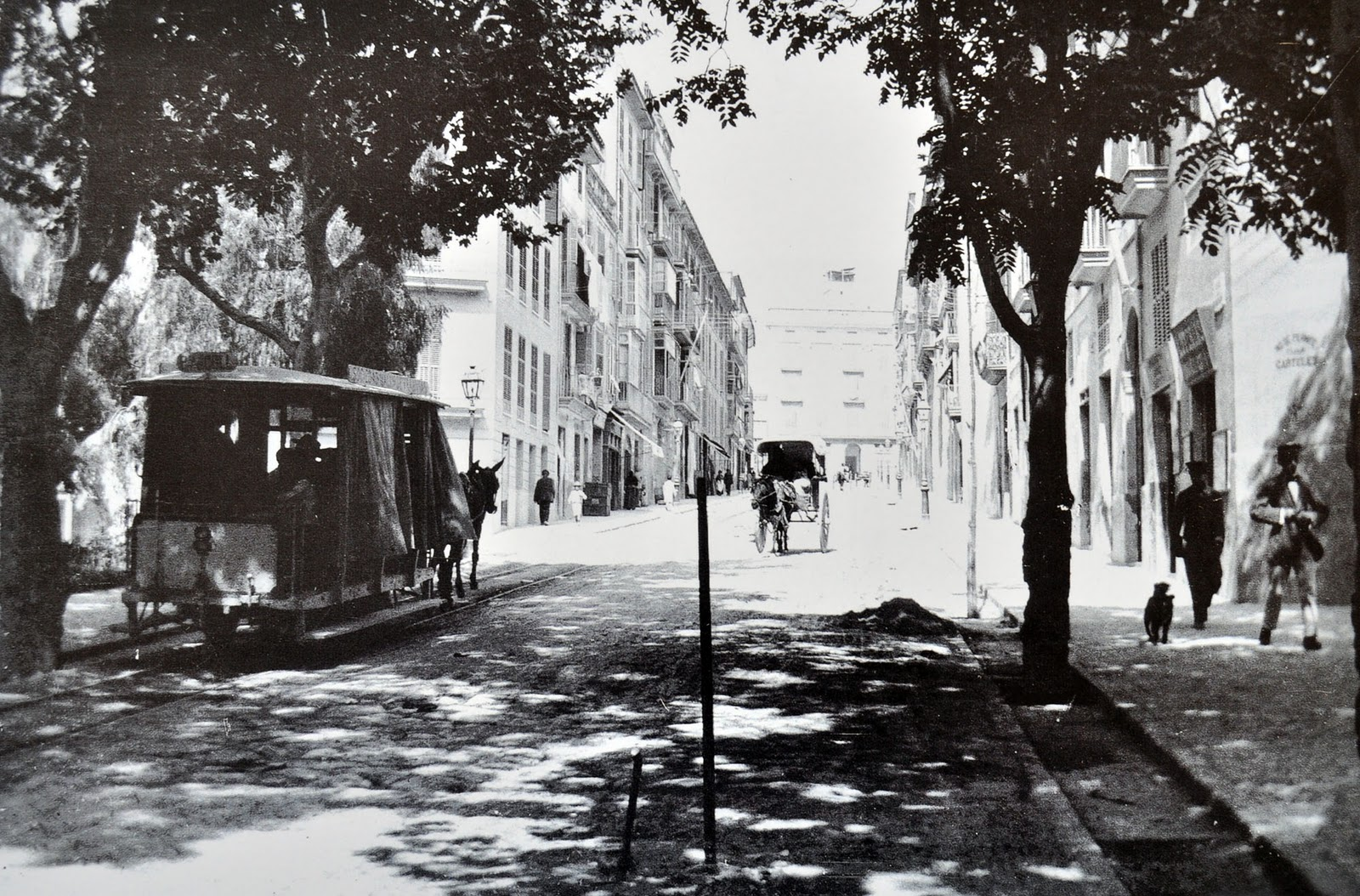
Tranvía en Palma de Mallorca, (1915)

El primer proyecto realizado constaba en unir de norte a este Palma de Mallorca, conectando el hospital de Son Espases con el aeropuerto y el distrito Playa de Palma. Las obras deberían haber comenzado en 2011, durar 31 meses y se esperaba que entrase en servicio en 2013. 
El trazado proyectado es íntegramente en superficie, discurriendo por las avenidas en dirección este hasta llegar a las principales zonas turísticas de la ciudad, como Can Pastilla o El Arenal. También está paralizado el proyecto la construcción de una segunda línea que deberá unir el centro de Palma de Mallorca con Santa Ponsa pasando por el Paseo Marítimo, Cala Mayor, Portals Nous, Palmanova y Magaluf, aunque también se le podrián realizar cambios en el trazado de la línea, como en este caso. La crisis económica de 2008 y el cambio de gobierno autonómico y local en 2011 motivaron la cancelación temporal del proyecto.
En 22 de mayo de 2015, el ejecutivo municipal indica tener la intención de revivir este proyecto de transporte público, contando con el apoyo de este propósito del gobierno de la comunidad autónoma, que incluye en 2018 en su proyecto estratégico de transporte público 2019-2026 la construcción de una línea de tranvía que une el centro de la capital territorial con su infraestructura aeroportuaria. En noviembre de 2020, la Dirección General de Movilidad del Ejecutivo Territorial aprobó el estudio preliminar del enlace ciudad-aeropuerto, a partir de la Plaza de España. Un mes más tarde se presentó al público una segunda fase, que consistía en conectar el hospital Son Espases con la misma Plaza de España, donde se encuentra la estación intermodal de Plaça d’Espanya. 
En noviembre de 2022, se presentó el plazo de exposición del proyecto del Tranvía de Palma, denominado como Trambadía, con un recorrido de 10 km entre Plaza España y el Aeropuerto.
El gobierno de Baleares, dirigido por la 'popular' Margalida Prohens, ha reclamado por carta al Ministerio de Transportes que ejecute el traspaso de los 186 millones de euros previstos para la construcción del tranvía de Palma de Mallorca pese a anunciar la cancelación del proyecto.

## Características
La nueva línea unirá en 30 minutos, la Plaza de España con el Aeropuerto de Palma de Mallorca, con un recorrido de 10,88 km y 16 paradas, atravesando los barrios de Foners, Nuevo Levante, El Molinar, la Ciudad Jardín, el Coll de Rabasa y Can Pastilla. El tiempo de trayecto previsto será de 31 minutos, con una frecuencia de paso de hasta 10 minutos. Las obras empezarán en 2023 y tendrán una duración de cuarenta meses.